# Кримінальна субкультура
Кримінальна субкультура (лат. criminalis — злочинний; лат. sub —  вторинність, підлеглість + лат. cultura — обробіток, оброблення, виховання, освіта)  — духовні та матеріальні цінності, які регламентують і впорядковують спосіб життя, поведінку і злочинну діяльність кримінальних співтовариств. Це сприяє згуртованості, організованості, кримінальної активності, а також наступності нових поколінь. В основі кримінальної субкультури лежать певні традиції, правила, норми і ритуали, які суперечать законослухняному суспільству.
Соціальна шкідливість впливу кримінальної субкультури зумовлена тим, що вона кримінально спотворює соціалізацію особистості та розпалює злочинну поведінку.
Досить специфічний сенс в кримінальному середовищі набувають такі якості, як порядність, чесність, благородство, свобода, відповідальність за дане слово і сім'я.
Кримінальна субкультура вторгається в офіційну культуру, зламуючи її, знецінюючи її цінності і норми, впроваджуючи в неї свої правила і атрибутику.
Окремі складові кримінальної субкультури, такі, як жаргон, татуювання, мова жестів, злодійський шансон та ін. стали стрімко переплітатися з культурою, повсякденною промовою і способом життя цілком добропорядних громадян.
Одним з важливих елементів кримінальної субкультури є ремесло, але оскільки вся діяльність кримінального світу пов'язана з ризиком і небезпекою, окрім ремесла необхідне володіння елементами військового мистецтва. У кримінальному світі особливе значення мають бойові системи володіння ножем, наприклад, в російській кримінальній субкультурі - система «Махалово».
За досслідженнями доктора юридичних наук А. І. Гурова, постійне ведення антисоціального способу життя збуджує у особистості постійну потребу в емоційному та комуникативному зв’язку  з тим оточенням, що близьке за своїми інтересами та пріоритетами.

## Історія виникнення
Про кримінальну субкультуру, її ролі та значення в злочинному світі і в суспільстві, проведено чимало досліджень і написана значна кількість наукових статей та книг. Однак, одним з перших вітчизняних дослідників кримінальної субкультури можна відзначити Ф. М. Достоєвського. У своїй повісті «Записки з мертвого будинку» (1861 р.) він описав враження побаченого і пережитого їм на каторзі в Сибіру, де він провів чотири роки.
Також кримінальну субкультуру описував А. П. Чехов в повісті «Острів Сахалін».
Крім того, одними з перших це явище стали досліджувати і зарубіжні соціологи, такі як: Р. Мертон, Т. Селін, А. Коен.
У 1938 р. в «Американському соціологічному огляді» Робертом Мертоном була опублікована стаття «Соціальна структура і аномія». У цій статті Мертон описував ідею про те, що основною причиною злочинності є певна суперечність між цінностями, до яких прагне суспільство і можливостями їх досягнення за правилами і етичними міркуванямми суспільства. В результаті, ті, хто не зуміли отримати такі цінності законним шляхом, йдуть на злочини для досягнення своєї мети.
Також в 1938 році Т. Селін опублікував статтю «Конфлікт культур і злочинність». У цій статті Селін розглядав конфлікт між культурними цінностями різних спільнот.
Потім в 1955 році А. Коен розробив концепцію субкультур. Він досліджував особливості культурних традицій кримінальних спільнот, в яких можуть формуватися свої невеликі культури. Надалі, дане явище і отримало назву субкультури.
Крім того, про деякі сторони кримінальної субкультури розповідав А. І. Гуров, В. Ф. Пирожков і Ю. П. Дубягін, які вважаються видатними фахівцями в області кримінальної субкультури.
Одним з етапів розвитку кримінальної субкультури можна відзначити період Другої світової війни, яка, в деякому роді, мирила всі соціальні групи суспільства. Йдеться про те, що під час війни багато професійних злочинців захищали батьківщину на полі бою, на ряду з законослухняними офіцерами.
Також, однією з причин широкого поширення кримінальної субкультури можна відзначити міграційні процеси, які почалися з великим переселенням молоді на «будови комунізму». Крім комсомольських активістів туди прямувало велика кількість умовно звільненої молоді.
В. Н. Кудрявцев зазначає, що на сучасній кримінальній субкультурі найбільше позначилися дві обставини:
- Відбулося масове витіснення колишніх «злодіїв в законі», а разом з ними їхніх поглядів і традицій. На зміну їм прийшло нове покоління злочинців, яке вже не ізолюється від суспільства, але активно в нього впроваджується, вкладаючи свої правила і засади;

- Згуртування злочинної субкультури зі звичаями сучасного суспільства, в якому «йде війна всіх проти всіх».[6]

## Рівні кримінальної субкультури
1. Кримінальна субкультура суспільства характеризується перш за все становищем криміналітету в суспільстві, в системі законодавчої влади, в політиці, економіці, в системі освіти і виховання, суспільної правосвідомості.

1. Кримінальна субкультура соціальної групи може сильно відрізнятися в залежності від характеру кримінальної організованості групи, змісту існуючих між її учасниками зв'язків, аж до кримінального співтовариства.

1. Кримінальна субкультура особистості формується перш за все в процесі вчинення злочинів, участі в кримінальному процесі, знаходження в місцях позбавлення волі і способом життя, який веде особа.

## Основні функції
1. Кримінальна субкультура виступає як сполучна ланка поведінки людини до скоєння злочинів і після того, як він прийняв для себе це рішення.
2. Регулятивна функція. Вона полягає в тому, щоб формувати, взаємини і поведінку представників кримінальних спільнот. Вона містить в собі: регулювання соціального статусу, відносини до правових установ, адміністрації виправних установ і т.д; регулювання поведінки в місцях позбавлення волі і в побуті; регулювання порядоку дозволу міжособистісних конфліктів всередині кримінальних спільнот; виробництво і підтримку ритуалів прийняття нових учасників кримінальних спільнот; застосовання системи санкцій і покарань по відношенню до осіб, що допускають порушення регламенту і правил.
3. Кримінальна субкультура служить в якості певного самоствердження і психологічного захисту.
4. Остання функція кримінальної субкультури полягає в тому, що вона: перекручує суспільну свідомість, дестабілізує добропорядність населення; зберігає та передає злочинний досвід і традиції з покоління в покоління; формує громадську думку про раціональність правопорушень і злочинів.[2]